# No idea!?
No idea!?（ノー アイディア!?）は、東海ラジオ放送で放送されていたラジオ番組。2013年10月1日放送開始。2018年11月4日放送終了。

## 概要
ゲストとのトークを中心に、週にリリースされた新しい曲（J-POP）や東海地区のライブ情報を送るラジオ番組として開始。
2014年以降のナイターシーズンにおいては、『Hit's Today』に代わる野球中継対応のフィラー番組として放送。それとは別に上記の体裁で録音番組としても放送していたが、2017年度以降はナイターシーズンのフィラー番組に1本化されている。フィラー番組の特性上毎回の放送が保障できないため、ゲストの出演は確実に放送が可能な録音放送分に限定されていた。
2018年のナイターシーズンを最後に終了し、翌2019年ナイターシーズンからは『ドラゴンズステーション』に統合された。

## パーソナリティー
夜勤担当の非常勤アナウンサーが担当。 

### 過去の出演者
2013年ナイターオフ期から2014年ナイターシーズン
- 川島葵（元・東海ラジオアナウンサー） - ナイターオフ期は月曜日担当。東海ラジオの東京スタジオから出演していた。
- 山口由里 （東海ラジオアナウンサー） - ナイターオフ期は火曜日～金曜日担当。

ナイターシーズンの担当の振り分けについては不明であったが、ナイターシーズンに入り暫くして、公式サイトには山口の名前のみの記載となった。
2014年ナイターオフ期から2015年ナイターシーズン
- 山崎聡子（東海ラジオアナウンサー） - 水曜日担当
- 前野沙織（東海ラジオアナウンサー） - 木曜日担当
- 井田勝也（東海ラジオアナウンサー） - 土曜日担当

2015年ナイターオフ期
- 森貴俊（東海ラジオアナウンサー） - 月曜日担当
- 成田香織（東海ラジオアナウンサー） - 火曜日担当

2016年ナイターオフ期（「No idea!?〜モリかイダ〜」）
- 森貴俊（東海ラジオアナウンサー）
- 井田勝也（東海ラジオアナウンサー）

## 放送時間
- 2013年度ナイターオフ（2013年10月1日 - 2014年3月27日）
  - 月 - 金曜 18:30 - 19:00
- 2014年度ナイターシーズン（2014年4月8日 - 2014年9月24日）
  - 火 - 金曜・ナイター中継のある日曜 21:00 - 21:30（ナイター中継時間延長の場合は短縮または休止の場合あり）
  - 土曜 17:00 - 18:00（『ガッツナイタースペシャル』の開始時間が14時台の場合のみ放送で、それ以外の場合は休止。また、野球中継時間延長の場合は短縮または休止の場合あり）
  - 土曜 26:30 - 27:00（『ガッツナイタースペシャル』の開始時間が14:00以前の場合のみ放送で、15:00以降開始の場合は後述のように『オカザえもんと岸田メル!』と枠交換される）
  - 15時以降にプロ野球中継が開始される土曜 23:00 - 23:30（前述の26:30 - 27:00の放送分を『オカザえもんと岸田メル!』と枠交換したもの。野球中継時間延長の場合は短縮または休止の場合あり）
- 2014年度ナイターオフ（2014年10月1日 - 2015年3月28日）
  - 水・木曜 20:30 - 21:00
  - 土 25:30 - 26:00（『Radio キタエリあっ!』の終了に伴い、2015年1月3日より放送）
- 2015年度ナイターシーズン（2015年3月31日 - 2015年9月）
  - 火 - 金曜 21:00 - 21:30（ナイター中継時間延長の場合は短縮または休止の場合あり）
  - 日曜 11:00 - 11:30（2015年4月5日 - 2015年6月21日）
    - 「名古屋大学リレーセミナー」放送のため、2015年7月からは一旦休止。

  - 14時以降にプロ野球中継が開始される日曜 19:00 - 19:10（2015年4月5日 - 2015年4月26日）
  - ナイター中継のある日曜 24:30 - 25:00（通常放送される『嵐・相葉雅紀のレコメン!アラシリミックス』は休止される。また、ナイター中継時間延長の場合は短縮または休止の場合あり）
- 2015年ナイターオフ（2015年9月28日 - 2016年3月22日）
  - 月・火曜 26:30 - 27:00（『リッスン? 2-3』の打ち切りに伴い、2015年9月28日より放送。）
- 2016年度ナイターシーズン（2016年3月25日 - 2016年9月23日）
  - 火 - 金曜 21:00 - 21:30（ナイター中継時間延長の場合は短縮または休止の場合あり）
- 2016年ナイターオフ（2016年9月28日 - ）
  - 水曜 26:30 - 27:00
  - 木曜 21:00 - 21:30
- 2018年度ナイターシーズン（ナイター中継時間延長の場合は短縮または休止の場合あり）
  - 火 - 金曜 21:00 - 21:30
  - 土曜 22:00 - 22:30（『SKE48 1+1+1は3じゃないよ!』は予め休止となる）
  - 日曜 21:00 - 22:00（『女の子だって甲子園！〜夢、約束の聖地』はデーゲーム枠へ移動、『嵐・相葉雅紀のレコメン!アラシリミックス』は予め休止となる）